# Talakan
Talakan è una cittadina della Russia estremo-orientale, situata nella oblast' dell'Amur. Dipende amministrativamente dal rajon Burejskij.
Sorge nella parte sudorientale della oblast', nella valle della Bureja.
Nei pressi della cittadina si trova l'importante centrale idroelettrica della Bureja.